# La Ville au fond de l'œil
La Ville au fond de l'œil est un roman de Francis Berthelot paru en 1986. L'auteur déclare : « j'ai tenté avec La Ville au fond de l'œil une description de l'univers schizoïde vu de l'intérieur ».

## Résumé
Alexis le marionnettiste crée des marionnettes vivantes. Cependant, il sombre dans le désespoir après avoir reçu une lettre de son frère Yvan, parti au front. Son état fait mourir ses marionnettes en qui il ne croit plus.
Un soir, il rencontre l'Archonte de Krizkern, qui l'invite à venir à Krizkern, la Ville au fond de l'œil. Dans cette ville, les manifestations du mal-être prennent des formes visibles et palpables. Sonia, la sœur d'Alexis, s'y est déjà réfugiée.
Alexis va donc à Krizkern. Il y rencontre les jumeaux Elvin et Eriel, les amants-amandes Arbro et Orba, les enfants-chrysalides, mais aussi un mystérieux et séduisant bourreau.

## Récompense
Prix Rosny aîné du meilleur roman en 1987.

## Accueil critique
Pour le critique et écrivain André-François Ruaud dans la revue Fiction, le roman sait « rendre avec justesse l'effet de schizophrénie » et « à l'arrivée c'est un des plus beaux romans français de SF qui nous est donné par Présence du Futur ».
L'écrivain Jacques Barbéri dans la revue Bifrost rappelle que Francis Berthelot a choisi l'expression « psycho-fictions » « pour qualifier son roman La Ville au fond de l’œil (roman incontournable également en quête de réédition) ».